# Mostra nazionale dello sport
La Mostra nazionale dello sport fu una mostra organizzata al palazzo dell'Arte di Milano, nel 1935.
La mostra, ideata da Marcello Visconti di Modrone e organizzata da Giovanni Muzio, era suddivisa in quaranta sezioni che intendevano ricostruire la storia dello sport in Italia dalle origini al 1935.
Come la precedente Mostra della rivoluzione fascista la mostra vide la partecipazioni di numerosi artisti dell'epoca tra cui Mario Sironi, Giuseppe Terragni, Leo Longanesi, Ludovico Belgioioso, Enrico Peressutti e Ernesto Rogers

## Sezioni
- Atrio - pittori: Bongiovanni, Tomaso Buzzi
- Sezione del calcio - architetto: Antonio Majocchi
- Sala CONI - pittore: Mario Sironi
- Sala Ond - architetto: Agnoldomenico Pica
- Sala del tiro a segno - architetti: Antonio Cassi Ramelli
- Sala della motonautica - architetti: Giuseppe Terragni e Pietro Lingeri
- Sala della pallacanestro - architetto: Antonio Majocchi
- Sala del canottaggio - architetti: Giuseppe Terragni e Pietro Lingeri
- Sala massime conquiste dei campionati - artista: Mario Sironi
- Sala del golf - architetto: Tomaso Buzzi
- Sala degli sport invernali - architetto: Gabriele Mucchi, scultore: Jenny Wiegmann
- Sala del tennis - architetti: Gian Luigi Banfi, Lodovico Barbiano di Belgiojoso, Enrico Peressutti, Ernesto Nathan Rogers
- Sala dell'automobilismo - architetti: Gian Luigi Banfi, Lodovico Barbiano di Belgiojoso, Enrico Peressutti, Ernesto Nathan Rogers
- Sala del pugilato e del nuoto- architetti: Giovanni Battista Cosmacini e Paolo Masera
- Sala dell'atletica leggera - architetti: Giovanni Battista Cosmacini e Paolo Masera
- Sala del ciclismo - architetto: Guido Frette